# Satellite (bài hát của Lena Meyer-Landrut)
"Satellite" là ca khúc của nữ ca sĩ người Đức Lena Meyer-Landrut, do Julie Frost và John Gordon sáng tác. Đây là ca khúc của Đức tại Eurovision Song Contest 2010. Bài hát được chọn thông qua tin nhắn bình chọn trong cuộc thi quốc gia trước thềm Eurovision, Unser Star für Oslo vào ngày 12 tháng 3 năm 2010. Nó phát hành dưới dạng kĩ thuật số ngày hôm sau và trở thành ca khúc nhạc số bán chạy nhất tại Đức. "Satellite" xuất hiện lần đầu với vị trí quán quân tại bảng xếp hạng đĩa đơn ở Đức và đã 2 lần nhận được chứng nhận Đĩa Bạch Kim. Vào ngày 29 tháng 5 năm 2010, ca khúc chiến thắng Eurovision Song Contest 2010 với 246 điểm. Sau chiến thắng tại Eurovision, Satellite cũng giành được nhiều thành công khắp châu Âu, trong đó có 6 No.1 tại các BXH nước ngoài, cùng với nhiều chứng nhận Đĩa Vàng và Đĩa Bạch Kim.

## Sản xuất và lựa chọn
"Satellite" là một ca khúc nhạc pop được viết bởi nhạc sĩ người Mĩ Julie Frost, nhạc sĩ người Anh Xyloman và nhạc sĩ người Đan Mạch John Gordon. Frost trả lời phỏng vấn của HitQuarters rằng chủ đề ca khúc là "tình yêu vô điều kiện". Ca từ của ca khúc miêu tả những suy tư của người phụ nữ đang yêu ("I got it bad for you"), trong tâm trạng thất vọng khi bị từ chối ("I went everywhere for you/ I even did my hair for you/ I bought new underwear they're blue/ And I wore it just the other day.") và xem bản thân như một lữ khách cô độc ("Like a satellite I'm in orbit all the way around you/ And I would fall out into the night/ Can't go a minute without your love."). Gordon bảo rằng đó là một ca khúc "sôi nổi", "đơn giản và ngọt ngào với ca từ vui tươi" và chỉ tóm gọn trong "ba hợp âm". Frost, người sáng tác lời cho ca khúc, giải thích rằng "Nó đề cập đến những điều điên rồ thầm kín mà người con gái đang yêu làm và cảm nhận được."
Vài năm sau, nhà xuất bản của Gordon Iceberg Publishing quyết định gửi bài hát đến cho Valicon, một công ty sản xuất âm nhạc lớn của Đức, và nhà sản xuất André 'Brix' Buchmann đã gửi nó đến cho Universal Music Germany. Bài hát nằm trong số khoảng 300 ca khúc được gửi tới cuộc thi tài năng Unser Star für Oslo (Our Star for Oslo), một chương trình truyền hình hoàn toàn mới được sản xuất nhằm chọn ra thí sinh cũng như ca khúc đại diện cho Đức tại Eurovision Song Contest 2010. "Satellite" là một trong bốn ca khúc, bao gồm "Bee", "I Care for You" and "Love Me", được trình diễn trong đêm chung kết của Unser Star für Oslo vào ngày 12 tháng 3 năm 2010. Phiên bản ballad của ca khúc được trình bày bởi Jennifer Braun. Thông qua tin nhắn bình chọn, khán giả đã chọn "Satellite" trở thành ca khúc của Lena đi tiếp vào vòng trong. Trong lượt bình chọn thứ hai, Lena cùng với "Satellite" đã trở thành đại diện của Đức tham gia Eurovision Song Contest lần thứ 55.
Bản thu âm của "Satellite" được sản xuất bởi John Gordon, André "Brix" Buchmann, Ingo Politz và Bernd Wendtland. Phần audio của nó được Sascha "Busy" Bühren xử lý lại.

## Phát hành
Ngày 13 tháng 3 năm 2010, bản kĩ thuật số của sáu ca khúc được trình bày trong đêm chung kết của Unser Star für Oslo xuất hiện trên iTunes Đức và Musicload.de. Bản đĩa đơn maxi của "Satellite", bao gồm 2 ca khúc khác của cô trong đêm chung kết là "Bee" và "Love Me", được phát hành 3 ngày sau đó, 13 tháng 3 năm 2010. Tất cả ca khúc đều thuộc hãng USFO, một hãng thu âm mới do Universal Music Đức hợp tác với Raab TV/Brainpool, công ty sản xuất chương trình Unser Star für Oslo.
"Satellite" được hơn 100.000 lượt download ngay trong tuần đầu, trở thành bản kĩ thuật số bán chạy nhất nước Đức. It ra mắt tại vị trí đầu bảng của BXH đĩa đơn Đức, và nhận được Đĩa Vàng sau tuần đầu, Đĩa Bạch Kim sau 4 tuần kể từ khi phát hành. Ca khúc cũng đứng vững tại vị trí cao nhất trong năm tuần liên tiếp tại Đức. sau khi chiến thắng Eurovision Song Contest vào ngày 29 tháng 5 năm 2010, "Satellite" giành lại vị trí No.1 của mình tại Đức, đồng thời cũng giành được No.1 tại Đan Mạch, Phần Lan, Na Uy, Thụy Điển và Thụy Sĩ. Ca khúc cũng đứng đầu BXH đĩa đơn European Hot 100 của Billboard, trở thành ca khúc đầu tiên tham dự Eurovision giành được vị trí này.
Với 464.000 bản kĩ thuật số được bán, "Satellite" trở thành bản kĩ thuật số bán chạy thứ hai tại Đức kể từ năm 2006. Đứng trước nó là bản hit "Poker Face" của Lady Gaga, bán được hơn 500.000 bản.
"Satellite" nằm trong album đầu tay của Lena My Cassette Player, được phát hành ngày 07 tháng 5 năm 2010. Nó cũng xuất hiện trong máy chơi game Kinect Xbox 360, gồm các trò Dance Central 2 và Just Dance 3'.

## MV
MV của "Satellite" được ngay trong đêm chung kết của chương trình Unser Star für Oslo ở Cologne. MV hoàn toàn không có cốt truyện cũng như ngoại cảnh gì; thay vào đó, nó tập trung hoàn toàn vào Lena cùng các cảnh cô hát và nhảy trên nền tối cùng với vài ánh đèn phía sau.
Ngày 16 tháng 3 năm 2010, MV được chiếu trên đài truyền hình Das Erste ngay trước bản tin thời sự tối Tagesschau. Ngay sau đó, nó được chiếu đồng thời trên 4 đài tư nhân là Sat.1, ProSieben, kabel eins và N24, ngay trước các chương trình giờ vàng buổi tối.
Bản chính thức tại kênh Eurovision Song Contest trên Youtube có hơn 42 triệu lượt xem vào tháng 7 năm 2014.

## Eurovision Song Contest
Theo điều lệ của cuộc thi, Lena được đặc cách tham dự vòng chung kết của Eurovision Song Contest 2010. Do Đức là một trong bốn thành viên lớn nhất của "Liên hiệp Phát sóng châu Âu" - EBU, nên thí sinh nước này không cần phải vượt qua vòng sơ kết. Đồng thời, Đức cũng có quyền ưu tiên chọn thứ tự lên sân khấu của thí sinh nước họ. Nhớ đó, Lena được xếp thứ tự 22 trong số 25 thí sinh. Lena đến Oslo trước đêm chung kết một tuần và diễn tập 5 buổi cho bài hát của cô - "Satellite". Cô là một trong những thí sinh được yêu thích nhất. Nhà cái xếp cô đứng thứ hai sau ca khúc Drip Drop của thí sinh người Azerbaijan, Safura Alizadeh; trong khi Google dự đoán cô sẽ chiến thắng dựa theo số lượt tìm kiếm trên trang web. Theo tờ Aftenposten của Na Uy, cô được giới truyền thông để mắt tới nhiều nhất trong tất cả 25 thí sinh.
Đêm chung kết được tổ chức vào ngày 29/5/2010 tại Telenor Arena ở Oslo. Xuất hiện gần cuối chương trình, Lena mặc một bộ đầm suông màu đen, trình diễn solo trên một sân khấu chỉ có cô với bốn ca sĩ hát lót. Phần trình bày của cô phá vỡ xu hướng thường thấy của Eurovision, vì nó không có vũ đạo, vũ công nền hay một sân khấu được trang hoàng công phu. "Satellite" nhận được tổng cộng 246 điểm, giúp Đức chiến thắng lần đầu tiên kể từ năm 1982, và cũng là chiến thắng đầu tiên kể từ khi nước Đức tái thống nhất. Về nhì là ca khúc "We Could Be the Same" của ban nhạc maNga đến từ Thổ Nhĩ Kỳ với 76 điểm thấp hơn, mức chênh lệch lớn thứ hai trong lịch sử Eurovision vào thời điểm đó, chỉ sau Alexander Rybak với 169 điểm cao hơn thí sinh đứng thứ hai trong Eurovision Song Contest 2009 (sau đó, kỉ lục của Lena bị Loreen đến từ Thuỵ Điển vượt qua với 113 điểm hơn thí sinh đứng thứ hai trong Eurovision Song Contest 2012). "Satellite" nhận được số điểm cao nhất - 12 điểm, 9 lần và nhận được điểm từ mọi quốc gia, ngoại trừ Moldova, Belarus, Gruzia, Israel và Armenia.

## Tracklist
| Bản kĩ thuật số | Bản kĩ thuật số | Bản kĩ thuật số                   | Bản kĩ thuật số                            | Bản kĩ thuật số |
| STT             | Nhan đề         | Sáng tác                          | Sản xuất                                   | Thời lượng      |
| --------------- | --------------- | --------------------------------- | ------------------------------------------ | --------------- |
| 1.              | "Satellite"     | Julie Frost, John Gordon, Xyloman | Brix, Ingo Politz, Bernd Wendlandt, Gordon | 2:54            |

| Bản đĩa đơn maxi | Bản đĩa đơn maxi | Bản đĩa đơn maxi                                   | Bản đĩa đơn maxi                | Bản đĩa đơn maxi |
| STT              | Nhan đề          | Sáng tác                                           | Sản xuất                        | Thời lượng       |
| ---------------- | ---------------- | -------------------------------------------------- | ------------------------------- | ---------------- |
| 1.               | "Love Me"        | Stefan Raab, Lena Meyer-Landrut                    | Raab                            | 2:59             |
| 2.               | "Satellite"      | Frost, Gordon                                      | Brix, Politz, Wendlandt, Gordon | 2:54             |
| 3.               | "Bee"            | Rosi Golan, Per Kristian Ottestad, Mayaeni Strauss | Ottestad                        | 2:59             |

## Credit
- Hát chính – Lena Meyer-Landrut
- Hát phụ – Kayna
- Xử lý lại audio – Sascha "Busy" Bühren
- Sản xuất – John Gordon, André "Brix" Buchmann, Ingo Politz, Bernd Wendtland.
- Nhạc – Julie Frost, John Gordon
- Lời – Julie Frost
- Hãng đĩa: USFO, Universal Music

## Bảng xếp hạng
| Bảng xếp hạng (2010)               | Vị trí cao nhất |
| ---------------------------------- | --------------- |
| Úc (ARIA)                          | 37              |
| Áo (Ö3 Austria Top 40)             | 2               |
| Bỉ (Ultratop 50 Flanders)          | 4               |
| Bỉ (Ultratop 50 Wallonia)          | 6               |
| Cộng hòa Séc (Rádio Top 100)       | 25              |
| Đan Mạch (Tracklisten)             | 1               |
| Châu Âu (European Hot 100 Singles) | 1               |
| Phần Lan (Suomen virallinen lista) | 1               |
| Đức (GfK)                          | 1               |
| Hungary (Rádiós Top 40)            | 3               |
| Iceland (Tónlist)                  | 5               |
| Ireland (IRMA)                     | 2               |
| Israel (Media Forest)              | 4               |
| Luxembourg (Billboard)             | 1               |
| Hà Lan (Dutch Top 40)              | 31              |
| Na Uy (VG-lista)                   | 1               |
| Ba Lan (Polish Airplay Top 100)    | 5               |
| Slovakia (Rádio Top 100)           | 6               |
| Tây Ban Nha (PROMUSICAE)           | 23              |
| Thụy Điển (Sverigetopplistan)      | 1               |
| Thụy Sĩ (Schweizer Hitparade)      | 1               |
| Thổ Nhĩ Kỳ (Turkish Singles Chart) | 13              |
| Anh Quốc (OCC)                     | 30              |

| Bảng xếp hạng (2010)               | Vị trí |
| ---------------------------------- | ------ |
| Áo (Ö3 Austria Top 40)             | 11     |
| Bỉ (Ultratop 50 (Flanders))        | 41     |
| Hà Lan (Dutch Top 40)              | 185    |
| Châu Âu (European Hot 100 Singles) | 34     |
| Đức (German Top 100)               | 3      |
| Hungary (Hungarian Airplay Chart)  | 20     |
| Thuỵ Sĩ (Swiss Music Charts)       | 20     |

| Quốc gia                                  | Chứng nhận  | Số đơn vị/doanh số chứng nhận |
| ----------------------------------------- | ----------- | ----------------------------- |
| Đan Mạch (IFPI Đan Mạch)                  | Gold        | 15.000^                       |
| Đức (BVMI)                                | 2× Platinum | 1.000.000^                    |
| Thụy Điển (GLF)                           | Gold        | 10.000‡                       |
| Thụy Sĩ (IFPI)                            | Platinum    | 30.000^                       |
| ^ Chứng nhận dựa theo doanh số nhập hàng. |             |                               |

## Giải thưởng và đề cử
| Năm  | Giải thưởng                  | Hạng mục                   | Kết quả   |
| ---- | ---------------------------- | -------------------------- | --------- |
| 2010 | Eurovision Song Contest 2010 | Hạng Nhất                  | Đoạt giải |
| 2010 | 1 LIVE KRONE                 | Đĩa đơn xuất sắc nhất      | Đoạt giải |
| 2011 | 2011 Echo Music Awards       | Radio Echo cho "Satellite" | Đề cử     |
| 2011 | 2011 Echo Music Awards       | Đĩa đơn của năm            | Đề cử     |
| 2011 | Comet                        | Ca khúc xuất sắc nhất      | Đề cử     |